# Darío Silva
Darío Debray Silva Pereira (Treinta y Tres, 2 de novembro de 1972) é um ex-futebolista uruguaio. 

## Carreira
Iniciou sua carreira em 1991 no Defensor Sporting de Montevidéu, transferindo-se em 1993 para o Peñarol, clube também da capital uruguaia, onde jogou até 1995. Ainda em 1995, transferiu-se para o clube italiano Cagliari, onde atuou até 1998. Entre 1999 e 2005, jogou nos clubes espanhóis Espanyol (1999-2002), Málaga (2003-2004) e Sevilla (2005). Transferiu-se depois para o clube inglês Portsmouth, último clube onde atuou, até fevereiro de 2006.

## Seleção
Defendeu a Seleção Uruguaia durante onze anos, atuando em 49 partidas. Deixou o futebol profissional em setembro de 2006, depois de um acidente automobilístico em Montevidéu, em que teve parte de uma das pernas amputada. Mesmo depois do acidente, continuou a jogar não profissionalmente, utilizando uma prótese.

## Pós gramados
Dez anos depois do acidente, abandonou definitivamente o esporte, para se dedicar à administração de sua fazenda, e ao seu trabalho em uma empresa de representação de jogadores, com sede em Madri.

## Acidente
Em 23 de setembro em 2006, Dario Silva sofreu um acidente automobilístico na cidade de Montevidéu, em que perdeu parte da perna direita. Mesmo assim, continuou a jogar futebol utilizando uma prótese, abandonando no entanto a carreira profissional.

## Títulos
Málaga
- UEFA Intertoto Cup: 2002